# 観音教寺
観音教寺（かんのんきょうじ）は、千葉県山武郡芝山町芝山298にある天台宗の寺院。山号は天応山。本尊は十一面観世音菩薩であり、上総国薬師如来霊場第28番（結願）、新上総国三十三観音霊場第33番（結願）、東国花の寺百ヶ寺千葉6番札所の寺である。仁王門に安置される仁王尊は、火事除け、泥棒除けの仁王尊としてしられ芝山仁王尊とも呼ばれている。境内に芝山はにわ博物館（芝山ミューゼアム）を併設している。

## 由緒
781年（天応元年）征東大使藤原継縄がこの地を訪れ十一面観世音菩薩を安置したのがこの寺の始まりとされ、その後は千葉氏の帰依を受けた。
2007年（平成19年）より2年間をかけて仁王尊像を解体修理した結果、下記の事績がわかった。
- 至徳2年（1385年）9月23日、鐘楼門建立
- 嘉慶2年（1388年）7月18日、仁王尊像建立　仏師備前阿闍梨幸信。
- 応仁2年（1466年）8月4日の大風により鐘楼門、仁王尊像が被害を被った。
- 文明2年（1470年）阿形像のみ解体修理、永正17年（1520年）阿吽両像ともに解体修理。

江戸時代は江戸の町火消などの信仰を集めた。明治元年（1868年）7月、当地域に移転された旧掛川藩が当寺内に仮藩庁を設け、「柴山藩」を称している（のち松尾城に正式な藩庁を建設・移転し、松尾藩と称する）

## 伽藍
- 仁王門（通常の仁王門と違い左右の仁王尊の前が畳敷きの座敷になっている）
- 本堂
- 三重塔（千葉県指定有形文化財）
- 護摩堂（庫裏）
- 不動堂　など

## 文化財
千葉県指定文化財
- 観音教寺三重塔 - 1955年（昭和30年）12月15日千葉県の有形文化財（建造物）に指定。
- 芝山古墳群（殿塚・姫塚）出土埴輪 - 観音教寺が所有し寺内の芝山はにわ博物館に展示されている芝山古墳群から出土した埴輪（9点）は、1971年（昭和46年）3月26日に千葉県の有形文化財（考古資料）に指定された。